# Бадрі Джапарідзе
Бадрі Джапарідзе (нар. 10 липня 1960, Кутаїсі) — грузинський бізнесмен, політик.
У 1982 році закінчив філософсько-психологічний факультет Тбіліського державного університету, а в 1985 році — психологічний факультет Московського державного університету імені Ломоносова. З 1985 року був лаборантом, молодшим науковим співробітником, науковим співробітником кафедри психології праці та інженерної психології Тбіліського державного університету імені Івана Джавахішвілі.
У 1990-1991 роках був членом Верховної Ради Республіки Грузія першого скликання (більшість Оні), підписав Акт про відновлення державної незалежності Грузії (9 квітня 1991). З 1992 по 2019 рік був заступником голови наглядової ради TBC Bank, з 1995 по 2019 рік — членом дирекції.
Член Директорату Американської торговельної палати з 2004 р. Опублікував 10 наукових праць.
З 2020 року він є генеральним секретарем політичного об'єднання «Лело». Депутат парламенту Грузії 10-го скликання за партійним списком, виборчий блок: «Лело для Грузії».
15 лютого 2022 року повноваження Бадрі Джапарідзе як депутата були припинені, підставою для чого стало обвинувальне рішення суду.